# Bartholomäus Yu Chengti
Bartholomäus Yu Chengti (chinesisch 主教余成悌) (* 17. August 1919; † 14. September 2009 in Yuwang, Shaanxi) war römisch-katholischer Bischof von Hanzhong in der zentralchinesischen Provinz Shaanxi, Volksrepublik China. Er gilt als eine der großen Gestalten der chinesischen Kirche.

## Leben
Bartholomäus Yu Chengti trat im Alter von 17 Jahren ins Priesterseminar ein und empfing im Oktober 1949 – während der Gründung der Volksrepublik China – die Priesterweihe. Bereits ein Jahr später wurde er erstmals interniert. 1981 wurde er in das Bistum Hanzhong inkardiniert. 2003 wurde seinem gesundheitsbedingten Rücktritt stattgegeben.
Er starb an einem Krebsleiden im Alter von 90 Jahren.

## Wirken
Bartholomäus Yu Chengti engagierte sich für die romtreue Untergrundkirche und setzte sich für die innere Einheit der Römisch-katholischen Kirche in China ein. Er war Bischof des 1887 gegründeten Bistums Hanzhong (Suffragan des Erzbistums Xi’an), das seit dem Tod des letzten offiziellen Bischofs Joseph Maggi PIME 1963 vakant ist.
Er war immer wieder Repressalien durch die Behörden ausgesetzt und wurde inhaftiert oder unter Hausarrest gestellt. Er weigerte sich stets, der staatlichen Chinesisch Katholisch-Patriotischen Vereinigung beizutreten.